# Паритет покупательной способности
Парите́т покупа́тельной спосо́бности (ППС, англ. purchasing power parity) — соотношение двух или нескольких денежных единиц, валют разных стран, устанавливаемое по их покупательной способности применительно к определённому набору товаров и услуг.
Концепция паритета покупательной способности исходит из идеи, что в идеале рыночные курсы валют должны стремиться к неким равновесным значениям, при которых на одну и ту же сумму денег, пересчитанную по текущим рыночным курсам в национальные валюты, в разных странах мира можно приобрести одно и то же количество одинаковых товаров и услуг при отсутствии транспортных издержек и ограничений по перевозке. На практике идеального рынка не существует и отклонения всегда присутствуют, однако идея ППС широко используется при различных экономических исследованиях для сопоставлений, которые бы в меньшей степени зависели от биржевых спекуляций или решений центрального банка.

## История возникновения концепции
Зачатки концепции паритета покупательной способности встречаются уже в работах представителей Саламанкской школы: Доминго де Сото, Педро де ла Гаска, Мартина де Аспилькуэта Наварро, Томаса де Меркадо и Доминго де Баньес.
Концепция паритета покупательной способности в современном виде приписывается шведскому экономисту Густаву Касселю. Он сформулировал её в ряде работ, написанных во время и после Первой мировой войны. При этом нет достаточных оснований считать, что Кассель использовал эту концепцию в качестве основы позитивной теории определения обменного курса. Напротив, политический и экономический контекст (попытки восстановления золотого стандарта и системы фиксированных обменных курсов после окончания войны в надежде преодоления высокой инфляции, торговых дисбалансов и общей экономической нестабильности), в котором он использовал концепцию паритета покупательной способности, подразумевает поиск ответа не на вопрос о том, как формируются обменные курсы в условиях свободного рынка валюты, а на вопрос о том, на каком уровне должны быть зафиксированы обменные курсы в ходе восстановления золотого стандарта. По мнению Касселя, восстановление золотого стандарта могло способствовать восстановлению и сбалансированному развитию международной торговли лишь при условии, что обменные курсы будут зафиксированы на уровне, соответствующем паритету покупательной способности. Таким образом, Густав Кассель сформулировал не позитивную теорию определения обменного курса, а нормативную рекомендацию в рамках дискуссий о будущем международной денежно-кредитной системы. При этом Кассель осознавал, что в отсутствие фиксации обменного курса последний не обязательно стремится к паритету ввиду ряда объективно препятствующих этому факторов.

## Теория
В качестве позитивной теории концепция паритета покупательной способности подразумевает, что, если курс обмена валюты страны А к валюте страны Б превышает паритетное значение, становится выгодным покупать товары в стране Б и экспортировать их в страну А. Это увеличивает
- предложение товаров в стране А,
- спрос на товары в стране Б,
- спрос на валюту страны Б,
- предложение валюты страны А.

Всё это ведёт к возвращению курсов к паритетному соотношению.
Пример: если цена единицы товара в России 30 рублей, а в США — 2 доллара, то курс обмена доллара на рубли должен составлять 15 рублей за доллар. Допустим, что курс обмена принудительно установлен на уровень 25 рублей за доллар. В этих условиях, покупая товар в России (за 30 рублей) и продавая в США (за 2 доллара) после обмена 2 долларов по официальному курсу на 50 рублей с каждой единицы товара можно получать прибыль 20 рублей. Это приведёт к повышенному спросу на такой товар в России и массовому его предложению в США. Цена на товар в США будет снижаться, а в России — расти. При этом курс доллара к рублю будет иметь тенденцию к понижению. В итоге будет достигнуто равновесие на новом уровне цен и курса (к примеру, товар стоит 1,7 доллара в США, 34 рубля в России, курс доллара — 20 рублей за доллар). Если по какой-либо причине курс останется фиксированным на уровне 25 рублей за доллар, то цены будут нацелены на соответствующий разрыв: например, 1,5 доллара в США, 37,5 рубля в России.
Многочисленные эмпирические тесты показывают, что обменные курсы не стремятся к уровню, соответствующему паритету покупательной способности. Поскольку функционирование модели паритета покупательной способности возможно лишь в условиях свободного движения товаров и денег, на практике валютные курсы могут существенно отклоняться от паритета (чем больше таможенные пошлины, экспортные и импортные ограничения, транспортные расходы, тем большее расхождение между номинальным курсом валют и паритетным значением необходимо для того, чтобы изменение объёмов и структуры экспорта и импорта было экономически оправданным). Помимо этого, необходимо учитывать, что если рассматривать концепцию паритета покупательной способности в качестве теории формирования обменного курса, то придётся признать её фундаментальным изъяном используемую в ней трактовку спроса на деньги (ведь спрос на валюту есть не что иное, как спрос на деньги). Концепция паритета покупательной способности основана на неявном допущении о том, что валюта используется исключительно для покупки товаров и услуг: именно изменения относительного спроса на отечественные и зарубежные товары и услуги в связи с различиями в уровне цен при отклонении от паритета покупательной способности по логике этой теории должны способствовать изменениям относительного спроса на отечественную и зарубежную валюты, подталкивая обменный курс к паритетному уровню. Иными словами, в данном случае предполагается, что единственным мотивом спроса на деньги является трансакционный мотив. Между тем, развитие теории спроса на деньги (уже после того, как Густав Кассель обратился к вопросу обменных курсов) способствовало признанию экономистами существования иных мотивов и факторов спроса на деньги (так, Дж. Кейнс выдвинул идею о спросе на деньги по трансакционному мотиву, мотиву предосторожности и спекулятивному мотиву; впоследствии экономисты обратили внимание на роль богатства и логики формирования инвестиционных портфелей в определении спроса на деньги). Валюта может быть востребована не только для сделок с товарами и услугами, но и как форма размещения богатства, как инвестиционный актив — элемент портфеля. Логика концепции паритета покупательной способности не учитывает этого факта и тем самым вступает в противоречие с современными представлениями о природе спроса на деньги.

## Примеры
Различные международные организации (Всемирный банк, Евростат) публикуют экономические показатели для разных стран в единой валюте (чаще всего в долларах США), используя обменные курсы, рассчитанные на основе паритета покупательной способности.
Популярным примером использования паритета покупательной способности является «индекс Биг-Мака», регулярно вычисляемый и публикуемый английским еженедельником The Economist. Индекс вычисляется на основе цен «Биг Мака» в ресторанах McDonalds в различных странах и представляет собой альтернативный обменный курс.
Ещё один менее известный индекс — «индекс iPod» — рассчитывается австралийским инвестиционным банком Commonwealth Securities на основе цен популярного MP3-проигрывателя фирмы Apple в разных странах.
По данным Федеральной службы государственной статистики РФ, паритет покупательной способности рубля к доллару в 2002 году составлял 9,27 рубля на один доллар США. А ВВП, по данным всё той же службы, на 2002 год (на душу населения, по паритету покупательной способности в долларах США) составлял 8087, что являлось 38-м показателем в мире и составляло 22 % от того же показателя в США.
Данные за 2006 год: согласно Росстату, ВВП России в текущих ценах составил 26781,1 млрд руб., что по валютному курсу 2006 года составляло примерно 985 млрд долл. По паритету покупательной способности ВВП России оценён ЦРУ США в 1746 млрд долл., то есть паритет покупательной способности рубля к доллару в 2006 году составлял 15,3 руб. за 1 долл. Однако, согласно оценке Международного валютного фонда, ВВП России по паритету покупательной способности в 2006 году составил 2759 млрд долл., что даёт паритет покупательной способности около 9,7 рубля за 1 доллар.

### Сопоставимый уровень цен
Уровень цен в экономике США принят за базовый, поэтому для США он равен 100. Как видно из рисунка «Сопоставимый уровень цен по странам мира в 2003 году», размещённого в начале статьи, существует некая зависимость между ВВП по ППС на душу населения и сопоставимым уровнем цен (чем больший среднедушевой ВВП по ППС, тем выше сопоставимый уровень цен). Бермуды имеют самый высокий уровень цен, 154, поэтому товары, продаваемые на Бермудах, на 54 % дороже, чем в США.
В начале 1990-х годов в России расхождение между номинальным курсом валют и паритетным значением было очень велико: сопоставимый уровень цен в 1992 году составлял всего 7,3 % (Россия была очень дешёвой страной). Но уже к 1996 году сопоставимый уровень цен достиг 42—43 %.
Правильность расчётов, сделанных на основании данных МВФ для некоторых годов (1996, 1999, 2002, 2005), подтверждается данными международных сопоставлений. На графике, начиная с 2007 года, приведены прогнозные значения, рассчитанные на основании данных МВФ.